# Tynanthus labiatus
Tynanthus labiatus là một loài thực vật có hoa trong họ Chùm ớt. Loài này được (Cham.) Miers miêu tả khoa học đầu tiên năm 1863.